# Bukovica, Renče - Vogrsko
Bukovica pri Volčji Dragi je manjša vas v spodnji Vipavski dolini, pod obronki Biljenskih gričev. Je sedež krajevne skupnosti, sedež župnije Bukovica - Bilje in lokalne šole. Ima velik kulturni dom (arhitekt Oton Gaspari), v katerem so tudi pisarne občine. Je rojstni kraj slikarja Zorana Mušiča. Leži ob križišču cest Volčja Draga - Renče in Bilje - Renče. Ima nekaj manj kot 450 prebivalcev. Večinoma so zaposleni v okoliških krajih. V preteklosti so se številni prebivalci, podobno kot ljudje iz Renč in Bilj, ukvarjali z izdelovanjem opek. Tradicija naj bi segala vse do antike.
Vas je ena starejših na območju. Verjetno se je razvila iz zaselka na robu bukovega gozda. Župnijska cerkev svetega Lovrenca je bila zgrajena med obema vojnama, ker so topovi s Soške fronte uničili staro cerkev. Starejša je stala na drugi lokaciji, ob pokopališču. Uničeno je bilo tudi vaško jedro blizu območja nekdanjih opekarn tik pred sosednjo vasjo Bilje. Na prvo svetovno vojno spominja vojaško pokopališče, na katerem so pokopani avstro-ogrski vojaki, pretežno ukrajinske narodnosti, ki so se bojevali v pehotnem polku št. 24 (K. u. K. Infanterieregiment »Ritter von Kummer« No. 24) iz vzhodne Galicije. Italijansko ime naselja je Buccavizza.
Slovenski slikar Zoran Mušič, najbolj slavni prebivalec vasi, akademik, Prešernov in Jakopičev nagrajenec, nosilec francoskega naziva vitez legije časti, je bil rojen 12. februarja 1909 v hiši Bukovica 42. Hiša je popolnoma predelana. Starši so bili tedaj učitelji na vaški šoli. Skupaj z materjo in bratom je moral bodoči slikar oditi iz vasi, ko so Italijani ob koncu maja 1915 napadli Avstro-Ogrsko ob Soči. V Mušičevih slikah je vedno ostala sled krajine z griči in obrobjem Krasa. Veliki kulturni dom sredi vasi nosi ime slikarja. Imajo manjšo zbirko plakatov z razstav umetnika.
V Bukovici je bil leta 1928 rojen ugleden slovenski diplomat Karl Bonutti. Svoje zanimivo življenje je opisal v knjigi.